# Albert Varier
Albert Varier (1924-2016) est un instituteur, acteur de l'animation scientifique, militant du Syndicat national des instituteurs (SNI) et d'associations d'éducation populaire : Auberges de jeunesse, La Jeunesse au plein air (JPA) et Centre d'entraînement aux méthodes d'éducation active (CEMEA). En 1957  à la JPA il crée la Maison familiale expérimentale du Château de Viazac .  À partir des années 1980 il participe en France au mouvement de la Culture scientifique et technique (CST) et à ce que les anglo-saxons appellent l'alphabétisation scientifique (scientific literacy). Il crée aux CEMEA le secteur des Activités de découvertes techniques et scientifiques (ADTS) et place la pédagogie active -de l'activité du sujet- sous la lumière de la démarche scientifique. Il est l'un des fondateurs en 1986 du CIRASTI et en 1987 du MILSET qui organisent les Exposciences, (orthographié Expo-Sciences par les Canadiens), le lieu où les jeunes exposent leurs travaux.

## Biographie
Albert Jacques Varier naît le 8 avril 1924 dans une famille ouvrière d'Aubervilliers. Il est le fils aîné de Jeanne Guyon et d'Albert Marcel Varier qui travaille à la maintenance aéronautique au Bourget. Pendant l'Occupation, il est reçu à l'École normale d'instituteur de Paris. Il est évacué en Côte d'Or où il entre en contact avec un groupe de  résistants. À la Libération en 1945 il est nommé instituteur à l'École du Montfort d'Aubervilliers. Il milite au SNI où il rencontre Lucie Casalta, institutrice, Éclaireuse de France et instructrice des CEMEA. Ensemble ils participent en 1947 au Rassemblement mondial de la jeunesse pour la paix de Prague puis au chantier de reconstruction de Varsovie et encadrent des Auberges de jeunesse, Albert étant Père aubergiste. Ils se marient en 1947. Albert Varier est détaché de l'Éducation nationale en 1953 et travaille à la JPA comme organisateur de centres de vacances et aux CEMÉA comme instructeur, encadrant des stages de formations, responsable national et international comme secrétaire et président de la Fédération internationale des CEMEA,.

## Syndicat national des instituteurs
Au SNI, Albert Varier est élu sur la liste majoritaire au conseil syndical de 1945 à 1952. De 1949 à 1953, il est secrétaire de la commission pédagogique. Au conseil syndical il est chargé des activités de la JPA, dont il devient le secrétaire général pour la Seine. Après huit années d'enseignement, il est mis à disposition de la JPA par le ministère de l'Éducation nationale, de 1953 à 1974, date à laquelle il est mis à la disposition des CEMÉA.

## La Jeunesse au plein air (JPA) et les CEMÉA
Avec sa femme Lucie, il anime aux CEMÉA le groupe de réflexion « Vacances, Familles, Adultes », et rédige des articles pour la revue « Belles vacances ». En s'occupant des vacances d'adultes plutôt que des jeunes, Albert Varier tient une place singulière à la JPA, en droite ligne du Front populaire et des congés payés qui ont créé une demande pour l'organisation des vacances des adultes. Mais, à l'opposé de certains organisateurs issus des comités d'entreprise qui veulent porter la Lutte des classes dans les centres de vacances, le centre de vacances est, pour Albert Varier, le lieu de l'utopie déjà réalisée. À l'instar des utopistes, il veut inscrire l'organisation sociale dans l'espace construit. C'est ainsi que pour la JPA, en tant qu'organisateur, il crée en 1958 la Maison familiale expérimentale du domaine du Château de Viazac (Lot), en concertation avec l'architecte Roland Schweitzer. Il cesse de la diriger en 1974, estimant des modifications de circulation incompatibles avec le fonctionnement prévu à l'origine. Après Viazac en 1958, Albert Varier accompagne Roland Schweitzer pour les réalisations suivantes de la JPA et des CEMÉA, à Lavaur, Cieux, Bénouville, Bordeaux St-Clair et Ballan-Miré. 
Les CEMÉA, depuis leur origine, agissent dans la formation comme levier de transformation. Cependant il peut arriver que les équipes d'encadrants, les moniteurs et directeurs de centres de vacances, se trouvent en contradiction et parfois en conflit avec les organisateurs, d'autant plus que les préconisations des CEMÉA, qui visent à réduire les dimensions des centres d'accueil, des groupes d'enfants, et à en augmenter la qualité, les normes d'hygiène et l'encadrement,  en augmentent aussi le coût. Si la nécessité d'une concertation est apparue très tôt, ce n'est que quarante ans après les débuts des CEMÉA que cette concertation est instituée, quand Albert Varier, fort de sa double compétence d'organisateur et de formateur, crée le Conseil de concertation pédagogique national entre les CEMÉA et les organisateurs. En 1980 Il organise, aux Journées d'études de Marly-le-Roi, un premier rassemblement de plus de 400 organisateurs de centres de vacances.
Aux CEMÉA, Albert Varier est instructeur depuis 1947, délégué de Paris de 1960 à 1970, date à laquelle il rejoint l'équipe nationale. Il y est chargé des Relations extérieures, ce qui comprend les relations avec le gouvernement, l'UNESCO, les ONG et les pays de la Fédération internationale des CEMÉA (FICEMÉA). Ayant organisé, dès 1957, le premier stage d'activité scientifique au Mali, il restructure ces activités et crée le secteur ADTS (Activités de découvertes techniques et scientifiques) dont il reste le responsable national jusqu'en 2000.

## ADTS
Dans une note à l'Unesco, Albert Varier définit son intérêt pour «une éducation émancipatrice, basée sur une approche rationnelle du monde, et dans le même esprit l'organisation d'activités de découverte technique et scientifique et la mise au point d'une pédagogie adaptée».
Durant les deux premières décennies 1980-1990, le groupe ADTS met au point la pédagogie qui va faire sa spécificité: la méthode, l'invention d'outils de mesure et d'expérimentation, et l'inventaire des «concepts structurants» d'un domaine.

### La méthode
Albert Varier redevient étudiant. Il rencontre aux Journées de Chamonix les chercheurs en didactique des sciences. Dans les regroupements d'instructeur, il soumet pour étude les textes de Fourez, De Vecchi, Giordan, Reboul. La formulation des représentations préalables (Giordan) est intégrée aux activités, ainsi que la distinction entre information, savoir-faire et savoir (Reboul). 

### L'invention d'outils de mesure et d'expérimentation
Les jouets fabriqués en centre de vacances les plus porteurs de rêve, les «objets flottants» (petits bateaux) et les «objets volants» (planeurs) sont le support privilégié des recherches du groupe, qui invente pour ces fabrications des outils de mesure et d'expérimentation. Ceux-ci sont présentés à la Cité des Sciences et de l'Industrie lors du Festival des Exposciences en 1993 

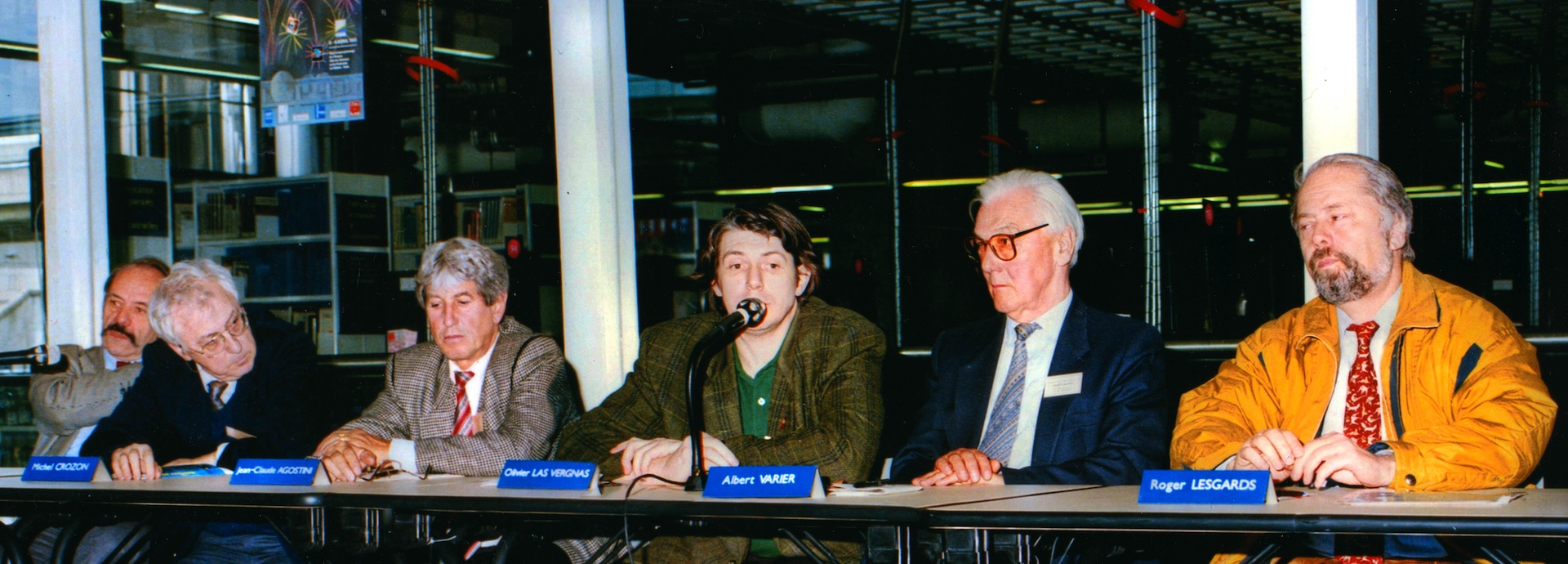
1993: Exposcience nationale et Festival des Exposciences à la Cité des Sciences et de l'Industrie (CSI) de La Villette, Paris, France. De droite à gauche, Roger Lesgards président de la CSI, Albert Varier président du CIRASTI, le comité scientifique du CIRASTI: Olivier Las Vergnas président de l'Association Française d'Astronomie, Agostini, Michel Crozon physicien, Etienne Guyon physicien.

: planeurs papier hybrides, plaque plane planante, balance hydrodynamique remorquée pour évaluer instantanément si un «coup de rabot» sur la coque diminue ou non la résistance à l'avancement, parallélogramme déformable auquel est suspendu un ensemble propulseur à hélice qui permet de mesurer la poussée (à 45°, la poussée est égale au poids suspendu) et d'expérimenter et régler des hélices,...

### l'inventaire des «concepts structurants»
Cet inventaire est fait à l'aide des scientifiques du comité scientifique (pour l'énergie) et par des spécialistes pour les objets volants et flottants.

### Une première mondiale
En 2003, dans l'Adresse à l'Académie des Sciences, Albert Varier avance la notion de «défi» comme dépassement du «projet».
En mai 2006, Albert et Lucie Varier organisent au Château de Vaugrigneuse un rassemblement pour relever le défi qui agite alors la communauté internationale de la fusée à eau (water rocket): la Fusée à eau qui redescend en planant. Ce défi est couronné de succès avec la Fusée Bleue et constitue une première mondiale. On peut voir sur le site des CEMEA trois vidéos de vols réussis.

### Réussites et échecs
Ces progrès et ces succès ne constituent cependant qu'une parenthèse heureuse. Dans la vision humaniste et rationaliste d'Albert Varier, c'est l'approche scientifique qui englobe l'ensemble de la culture, et non le contraire, et doit façonner la formation du citoyen. Cette vision radicale est mise à mal dès 1999 dans la Charte d'objectifs passée avec le gouvernement, pour laquelle  culture scientifique et technique ne sont qu'un appendice de la culture générale. 
Puis  en 2001 la création de Regards croisés qui associe Art et Sciences deviendra l'approche généralement préconisée à l'éducation nationale pour rendre les sciences attractives.

#### Albert Varier et la CST (Culture Scientifique et Technique)
D'autre part, Albert Varier est un compagnon de la première heure de la CST et des CCSTI (Centres de Culture Scientifique Technique et Industriel). La création du CIRASTI est concomitante de l'ouverture de la Cité des Sciences et de l'Industrie de la Villette (Paris, France) en 1986, et Albert Varier participe en 1989 aux premiers États généraux de la CST et aux suivants ,.
Mais il ne cesse de souligner dans chacune de ses interventions la différence entre l'information sur la science diffusée dans les CCSTI et une véritable formation de l'esprit scientifique qui ne peut venir que de l'activité de recherche du sujet,,.
Cette critique est reprise dans le Manifeste de Montsouris en 2011, à l'occasion de la (re-)définition par le gouvernement de sa politique CST. 

#### Albert Varier, les Ateliers et les CDTS (Club de Découverte Technique et Scientifique)
Dans le bilan qu'il dresse en 2005 dans les 20 ans passés, les 20 ans à venir du CIRASTI, Albert Varier écrit que le développement des CCSTI n'est pas entièrement satisfaisant, car recevoir des informations, regarder, écouter, ne suffit pas. Ce qu'il faut, c'est appliquer son intelligence à la résolution d'un problème, en exerçant une activité de recherche. 
Il propose donc d'offrir des lieux de recherche et de fabrication pour tous. Il prône la création, dans toutes les CCSTI et les organisations d'éducation populaire, d'Ateliers-laboratoires ouverts à tous, et, à l'école, au collège et au lycée, la multiplication des Clubs de découverte technique et scientifique.
Cependant ces propositions ne sont reprises ni par les CCSTI, ni par l'Éducation nationale, ni par les associations d'éducation populaires. D'autre part le diplôme d'animateur scientifique qui aurait permis d'animer ces ateliers ne verra jamais le jour. Au contraire, de nombreux stages BAFA3 de perfectionnement ADTS sont annulés faute de candidats. Albert Varier se tourne alors de plus en plus vers l'étranger, où il organise des formations avec la FICEMEA.

#### ADTS et FICEMEA
Albert Varier organise de nombreux stages de formation à l'étranger dans le cadre de la FICEMÉA . En 1994, le stage du Gabon a pour objectif explicite la création de Clubs de Découverte Technique et Scientifiques (CDTS). Les participants viennent du Bénin, du Burkina Faso, de la Côte d'Ivoire, du Gabon, de Madagascar, du Sénégal, du Togo, des Seychelles. À la suite de ce stage, une quarantaine de CDTS sont créés. 

## CIRASTI et MILSET
Dans le numéro 395 de Vers l'Éducation Nouvelle, Albert Varier annonce la tenue à Toulouse, dans le cadre de l'Année Internationale de la Jeunesse (AIJ) de l'UNESCO, du  9 au 15 septembre 1985, des Assises internationales de l'animation scientifique et technique pour les jeunes et du Premier rendez-vous mondial des sciences et de la jeunesse.
Ces Assises sont organisées par un collectif de 17 associations françaises de jeunesse et d'éducation populaire dont les CEMÉA. 500 à 600 jeunes venus de 34 pays, de la Chine au Québec, d'Europe et d'Afrique y tiennent des stands pour présenter leurs activités scientifiques, constituant de fait la première exposcience internationale.
Au programme, il y a aussi la création d'une OING, qui sera le MILSET. 
Ce rassemblement ayant été une réussite, une task force de 6 personnes, est constituée pour planifier la suite, la création du CIRASTI et du MILSET. Le groupe de travail (task force) prévoit aussi les 1ère et 2ème Exposciences internationales à Québec puis Brest.
Le CIRASTI, mouvement français des Exposciences, est donc créé en 1986, dont Albert Varier est le Président Fondateur et président jusqu'en 1997, après avoir été président des structures qui l'ont précédé et préparé.
Et le MILSET est créé en juillet 1987, lors de la première Expo-Sciences Internationale (ESI n°1), à l'Université Laval de Québec. L'assemblée générale adopte le 16 juillet la Charte préparée par la task force et élit les 19 membres du Comité exécutif dont Albert Varier sera membre jusqu'en 1992 (au moins, d'après une photo prise au Texas). Comme prévu, la deuxième ESI se déroule en France à Brest en 1989. 
Le 19 novembre 2011, lors du Conseil National des Collectifs (CNC), Jean-Claude Guiraudon remet à Albert et Lucie Varier la médaille Derek Gray du MILSET pour les «25 ans passés au déploiement international des Exposciences» et «en tant que ses fondateurs durant ces deux années glorieuses depuis les ASSISES de TOULOUSE en 1985, aux premières ESI de QUEBEC en 1987».

## Autres activités avec la FICEMEA
En tant que responsable de la  FICEMÉA dont il a été secrétaire général et président, responsable des Relations extérieures aux CEMÉA en contact avec l'UNESCO et souvent présent en Afrique où il dirige les formations ADTS, il organise la création des Clos d'enfants et co-signe les monographies de l'UNESCO sur le sujet,.